# Năvodari
Năvodari (pronunciat en romanès: [nəvoˈdarʲ], noms històrics: Carachioi; Caracoium, en turc) és una ciutat del comtat de Constanța, a la regió de Dobruja septentrional, Romania, amb una població de 32.400 habitants. La ciutat inclou formalment una comunitat territorialment diferent, la Península del Grup Social, i administra el poble veí de Mamaia-Sat.

## Etimologia
El nom de la ciutat significa "arrossegadors" en romanès.

## Història
L'assentament es va esmentar per primera vegada el 1421 amb el nom de Kara Koyun ("Ovella Negra"), per canviar el nom més tard a Karaköy o Carachioi ("El Poble Negre"). El 1927, la localitat va canviar el nom de Năvodari i, després de cinc anys, el 15 d'agost de 1932, se li va concedir l'estatus de comuna.
La ciutat es va desenvolupar durant el règim comunista com a part del programa d’industrialització. El 1957 es va obrir la planta de superfosfat i àcid sulfúric, també coneguda com a fàbrica d’àcid sulfúric, superfosfat i àcid sulfúric, USAS (Superfosfat i àcid sulfúric), la construcció de la qual havia començat el 1954, que va obrir el camí cap a la industrialització de la zona i demogràfica. creixement. Tot i això, la fàbrica va contaminar el mar Negre i el llac Taşaul amb abocadors tòxics. Als anys noranta, la contaminació es va reduir considerablement a mesura que es va modernitzar la fàbrica.
El 1968 la població de Năvodari superava els 6.500 habitants. Una llei aprovada aquell any va atorgar a la comuna de Năvodari l'estatus de ciutat i va situar el poble de Mamaia Sat sota la seva administració.
La modernització de la ciutat va començar el 1975 i es va acabar el 29 de juny de 1979.

## Estat actual
Avui Năvodari és una important ciutat química i industrial que conté una fàbrica de reparacions de vehicles i una fàbrica Petromidia especialitzada en productes petroquímics.
Năvodari també s'ha desenvolupat en els àmbits social i cultural; al centre de la ciutat hi ha una ciutat infantil, construïda entre el 1969 i el 1972, allotjaments de vacances i instal·lacions esportives on es poden allotjar fins a 12.000 visitants.
A uns 5 quilòmetres de la ciutat hi ha un campament d’estiu (el més gran de Romania), construït sota el règim comunista per a escolars. A causa dels seus interessants programes, bon allotjament i preus assequibles, va ser molt popular entre professors i pares. A principis de la dècada de 2000, es va obrir al gran públic com una estació costera barata.

## Demografia
Segons el cens del 2011, Năvodari tenia 29.873 romanesos (94,67%), 283 hongaresos (0,90%), 309 gitanos (0,98%), 10 alemanys (0,03%), 297 turcs (0,94%), 115 tàtars (0,36%), 545 Lipovans (1,73%), 27 aromanesos (0,09%), 77 altres (0,24%), 18 d'ètnia no declarada (0,06%).